# Bibbiena
Bibbiena é uma comuna italiana da região da Toscana, província de Arezzo, com cerca de 11 465 habitantes. Estende-se por uma área de 86 km², tendo uma densidade populacional de 133 hab/km². Faz fronteira com Bagno di Romagna (FC), Castel Focognano, Chiusi della Verna, Ortignano Raggiolo, Poppi.

## Demografia
| Variação demográfica do município entre 1861 e 2011                               |
|                                                                                   |
| Fonte: Istituto Nazionale di Statistica (ISTAT) - Elaboração gráfica da Wikipedia |